# Calamus minutus
Calamus minutus är en enhjärtbladig växtart som beskrevs av John Dransfield. Calamus minutus ingår i släktet Calamus och familjen Arecaceae. Inga underarter finns listade i Catalogue of Life.